# Eutelothyria itaquaquecetubae
Eutelothyria itaquaquecetubae är en tvåvingeart som beskrevs av Townsend 1931. Eutelothyria itaquaquecetubae ingår i släktet Eutelothyria och familjen parasitflugor. Inga underarter finns listade i Catalogue of Life.